# 浴槽の花嫁
『浴槽の花嫁』（よくそうのはなよめ）は、1936年（昭和11年）製作・公開、清瀬英次郎監督による日本の長篇劇映画、ミュージカル映画である。

## 略歴・概要
現代劇のスタジオ・日活多摩川撮影所（現在の角川大映撮影所）が製作した日本の初期のミュージカル映画である。日活の正月興行の1作として製作され、1936年12月31日に浅草公園六区の富士館で公開された。同日、日活は日活京都撮影所製作、渡辺邦男監督の『丹下左膳 日光の巻』が帝都座で、帝国館では本作とおなじ多摩川撮影所が製作した伊賀山正徳監督の『ハリキレ日活』の3作を同日封切りした。
本作の上映用プリントは、現在、東京国立近代美術館フィルムセンターには所蔵されてはいない。

## スタッフ・作品データ
- 監督 - 清瀬英次郎
- 原作 - サトウ・ハチロー
- 脚色 - 山崎謙太、小国英雄
- 撮影 - 永塚一栄
- 製作 : 日活多摩川撮影所
- 上映時間 （巻数 / メートル） : 66分[3] （6巻 / 1,828メートル）
- フォーマット : 白黒映画 - スタンダード・サイズ（1.37:1） - モノラル録音
- 公開日 :  日本 1936年12月31日
- 配給 :  日活
- 初回興行 : 浅草・富士館

## キャスト
- 岡譲二
- 小杉勇
- 山本礼三郎
- 瀧口新太郎
- 中田弘二
- 吉谷久雄
- 津村博
- 笠原恒彦
- 潮万太郎
- 若太刀芳之助
- 正邦乙彦
- 高野二郎
- 花柳小菊
- 黒田記代
- 沢村貞子
- 石井美笑子
- 美川かつみ
- 相良愛子
- 田村美紗子
- 白藤妙子
- 高真理
- 小原喜代子
- 戸田春子
- 一ノ宮和子
- 宮川澄子
- 松平富美子
- 衣笠淳子
- ディック・ミネ

## 註
1. ↑  1936年 公開作品一覧 558作品、日本映画データベース、2010年2月1日閲覧。
2. ↑  所蔵映画フィルム検索システム、東京国立近代美術館フィルムセンター、2010年2月1日閲覧。
3. ↑  Film Calculator換算結果、コダック、2010年2月1日閲覧。